# Казе Полето (Венеција)
Казе Полето (итал. Case Poletto) је насеље у Италији у округу Венеција, региону Венето.
Према процени из 2011. у насељу је живело 72 становника. Насеље се налази на надморској висини од 1 м.